# 秦塘站
秦塘站是金华轨道交通金义东线的一座地下车站，位于中华人民共和国浙江省义乌市稠城街道国贸大道城北路西北侧、义乌老火车站附近。本站于2018年3月22日开工，2021年3月完成基础结构建设并开始内部装修。本站被运营方认定为未来客流大站。

## 车站结构

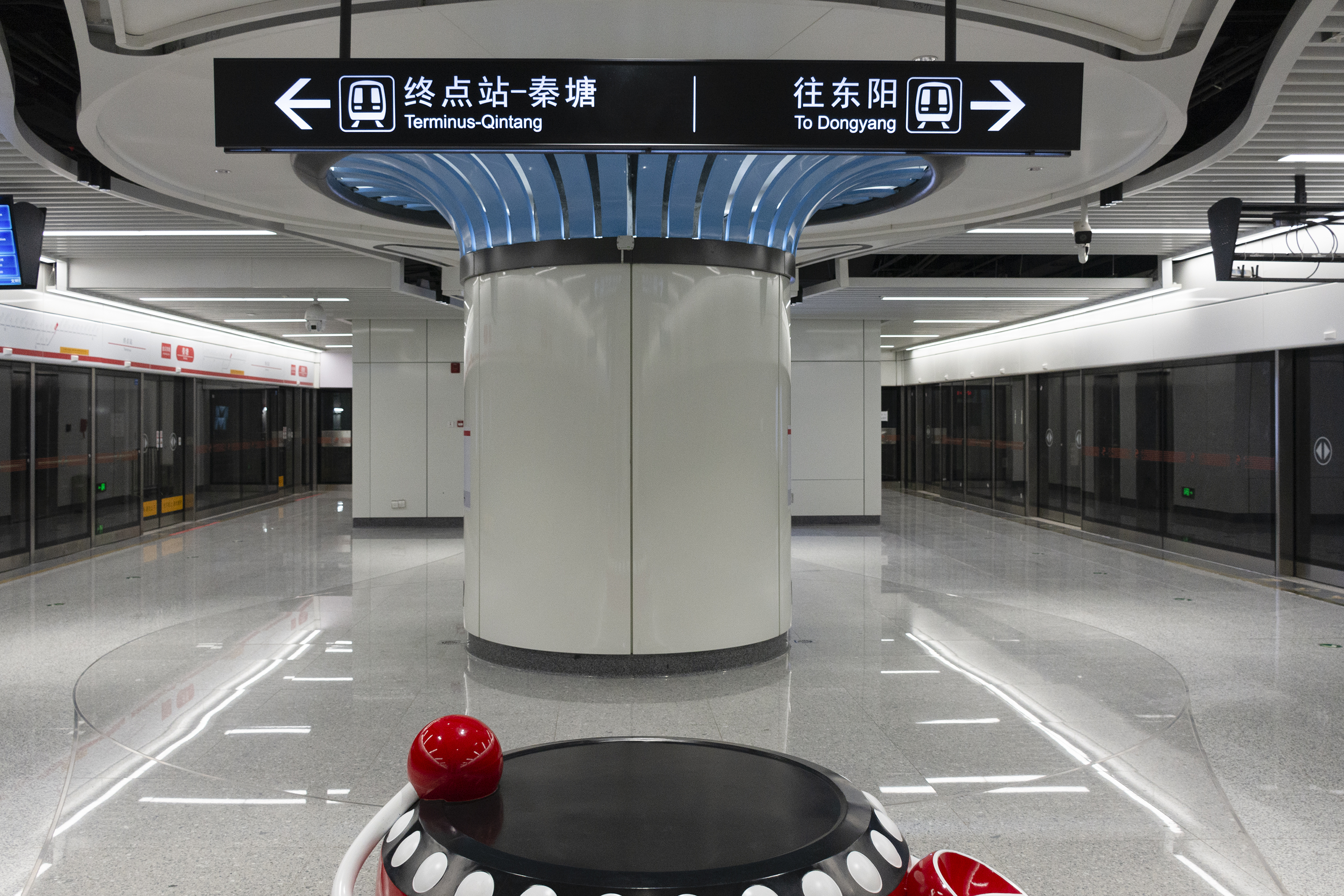
车站南站台

### 楼层分布
秦塘站为地下车站，总建筑面积33920平方米。其中地下一层为站厅层，地下二层为站台层。此外站址上方将建设上盖22层的住宅楼。
| 地面 |          | 出入口                                  |  |  |
| -1层 | 站厅     | 票务服务、自动售票机、卫生间            |  |  |
| -2层 |          | 义东线往义乌高铁站方向                  |  |  |
|      | 岛式站台 |                                         |  |  |
|      |          | █ 金义东线往金华站方向 （下一站：绣湖） |  |  |
|      |          | █ 金义东线自金华列车终到                |  |  |
|      | 岛式站台 |                                         |  |  |
|      |          | 义东线往明清宫方向                      |  |  |

### 站台
秦塘站站台位于地下二层，为二台四线布置，设有两座宽12米的岛式站台。金义东线的义乌支线和东阳支线预计采用同台换乘。金义段列车终到本站后采用站后折返。

### 出入口
秦塘站共设有4个出入口。
| 编号          | 建议前往的目的地                                       | 图片 |
| ------------- | ------------------------------------------------------ | ---- |
| A             | 城北路、浙江省机电技师学院、口岸路、义乌市第二人民医院 |      |
| B             | 国贸大道、宗泽北路                                     |      |
| C             | 国贸大道、宗泽北路                                     |      |
| D             | 城北路、城中北路                                       |      |
| 註： 设有电梯 |                                                        |      |

## 接驳交通
秦塘站附近将建设秦塘轨道交通枢纽。区块范围为东至城北路，南至国贸大道，西至宗泽路，北至西城路，总占地185亩，建筑面积5万平方米。